# Бремм
Бремм (нім. Bremm) — громада в Німеччині, розташована в землі Рейнланд-Пфальц. Входить до складу району Кохем-Целль. Складова частина об'єднання громад Кохем.
Площа — 9,12 км2. Населення становить 731 ос. (станом на 31 грудня 2020).